# Старі Каксі
Старі Каксі́ (рос. Старые Какси) — присілок в Можгинському районі Удмуртії, Росія.
Урбаноніми:
- вулиці — Данила Яшина, Зелена, Підгірна, Польова, Садова

## Населення
Населення — 343 особи (2010; 331 в 2002).
Національний склад станом на 2002 рік:
- удмурти — 63 %
- росіяни — 36 %

## Відомі люди
В присілку народились:
- Баженова Галина Миколаївна — удмуртський радіожурналіст
- Яшин Данило Олександрович — удмуртський письменник